# پستا پولسکا
پستا پولسکا (انگلیسی: Poczta Polska) شرکت دولتی پست لهستانی است، که در سال ۱۵۵۸ تأسیس شد.